# NGC 3713
NGC 3713 is een elliptisch sterrenstelsel in het sterrenbeeld Leeuw. Het hemelobject werd op 11 april 1785 ontdekt door de Duits-Britse astronoom William Herschel.

## Synoniemen
- UGC 6511
- MCG 5-27-84
- ZWG 156.94
- PGC 35546